# Crossotus albicollis
Crossotus albicollis är en skalbaggsart som beskrevs av Guérin-Méneville 1844. Crossotus albicollis ingår i släktet Crossotus och familjen långhorningar.
Artens utbredningsområde är:
- Ghana.
- Mali.
- Nigeria.
- Niger.
- Senegal.

Inga underarter finns listade i Catalogue of Life.